# Коронавірусна хвороба 2019 у Папуа Новій Гвінеї
Коронаві́русна хворо́ба 2019 у Па́пуа Нові́й Гвіне́ї — розповсюдження пандемії коронавірусу територією Папуа Нової Гвінеї.
Перший випадок появи коронавірусної хвороби було виявлено на території Папуа Нової Гвінеї 20 березня 2020 року
Станом на 23 березня 2020 року, нових випадків інфікування виявлено не було.
Станом на 12 червня нових випадків інфікування виявлено не було, всі 8 інфікованих вилікувалися, ніхто не помер.

## Хронологія
20 березня прем'єр-міністр Папуа Нової Гвінеї Джеймс Марапе підтвердив перший випадок коронавірусу в країні. Інфікованим виявився 45-річний іноземець, котрий прибув з Іспанії, після підозри і тестів на коронавірус, які дали позитивний результат, його було поміщено на карантин у місті Лае. Ще десять людей, котрі контактували з інфікованим, проходять моніторинг та проводяться подальші тестування..

## Запобіжні заходи
30 січня 2020 року уряд Папуа Нової Гвінеї заборонив в'їзд усім мандрівникам з азійських країн і закрив кордон з Індонезією.

## Міжнародні наслідки
В умовах пандемії коронавірусу, Папа Франциск відклав свою поїздку до Папуа Нової Гвінеї, Індонезії та Східного Тимору, яка була запланована на 2020 рік, до 2021 року.